# Reichlange
Reichlange (Luxemburgs: Räichel, Duits: Reichlingen) is een plaats in de gemeente Redange en het kanton Redange in Luxemburg.
Reichlange telt 125 inwoners (2001).

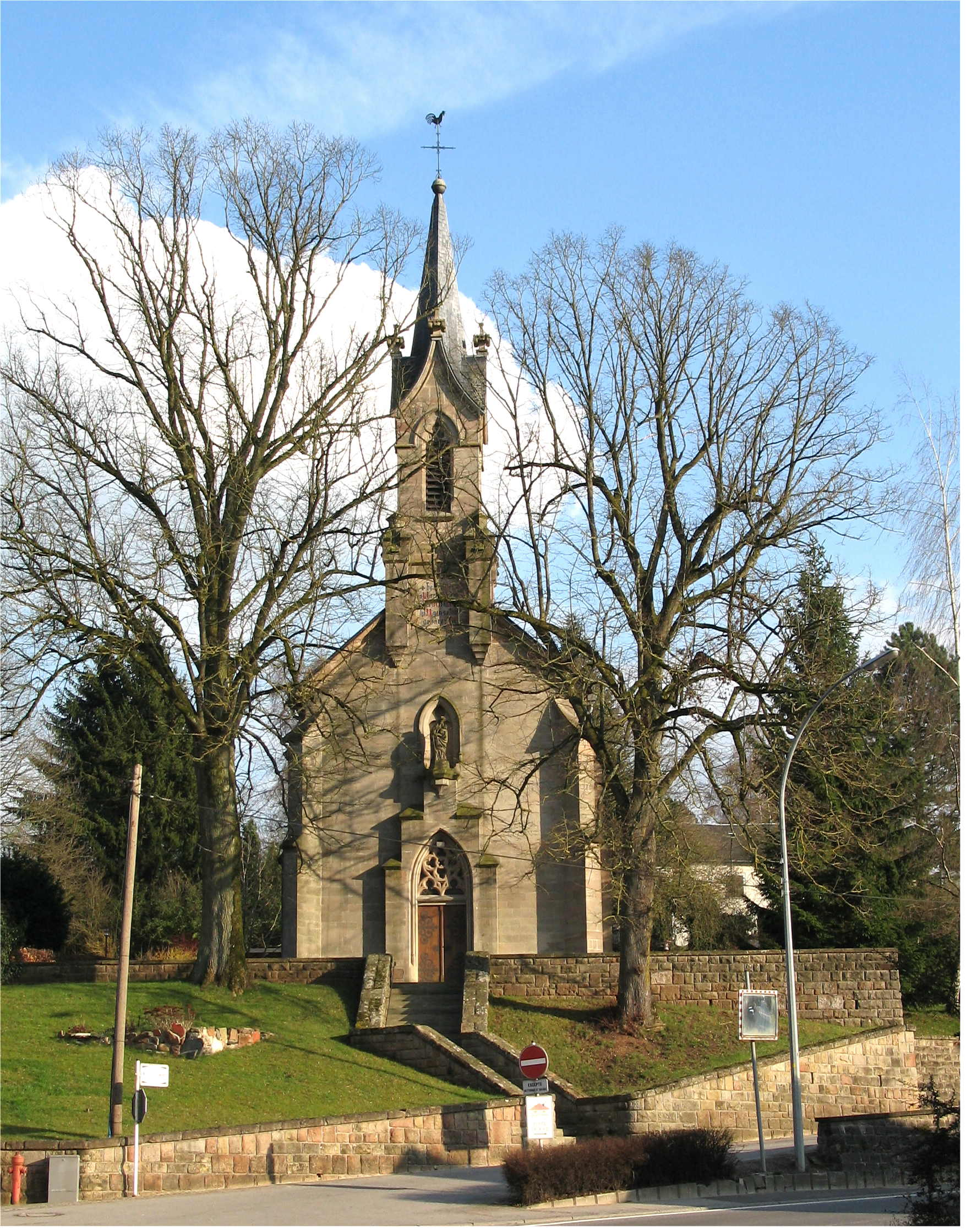
Kerk